# Sumberkerep
Sumberkerep is een bestuurslaag in het regentschap Lamongan van de provincie Oost-Java, Indonesië. Sumberkerep telt 2383 inwoners (volkstelling 2010).